# ليليان تراشر
ليليان هنت تراشر (بالإنجليزية: Lillian Hunt Trasher)‏ ـ (27 سبتمبر 1887 ـ 17 ديسمبر 1961) هي مبشرة بروتستانتية أمريكية نشأت في مستهل حياتها نشأة كاثوليكية. عملت في مديرية أسيوط بمصر بين عامي 1911 و1961، وأنشأت دار أيتام تعد أول دار أيتام في مصر، وما زالت قائمة حتى اليوم.